# 塘坝镇
塘坝镇，是中华人民共和国重庆市潼南区下辖的一个乡镇级行政单位。

## 行政区划
塘坝镇下辖以下地区：
塘坝镇社区、文昌社区、龙珠村、半街村、俞桥村、石花村、小屋村、觉山村、晋陀村、苏家村、金龟村、金山村、店子村、罗坪村、天印村、封坝村、小岑村、桥坝村和古家村。